# BMW M60
BMW M60 je visoko zmogljiv osemvaljni (V-8) motor bavarskega koncerna BMW. Na trg je bil lansiran leta 1992. Trilitrska različica tega motorja ima 160 KW moči in 288 Nm navora, štirilitrska pa  oddaja 210 KW in ima navor 400 Nm.